# Dalstein
Dalstein – miejscowość i gmina we Francji, w regionie Grand Est, w departamencie Mozela.
Według danych na rok 1990 gminę zamieszkiwało 188 osób, a gęstość zaludnienia wynosiła 47 osób/km² (wśród 2335 gmin Lotaryngii Dalstein plasuje się na 857. miejscu pod względem liczby ludności, natomiast pod względem powierzchni na miejscu 1095.).